# ストリートピアノ

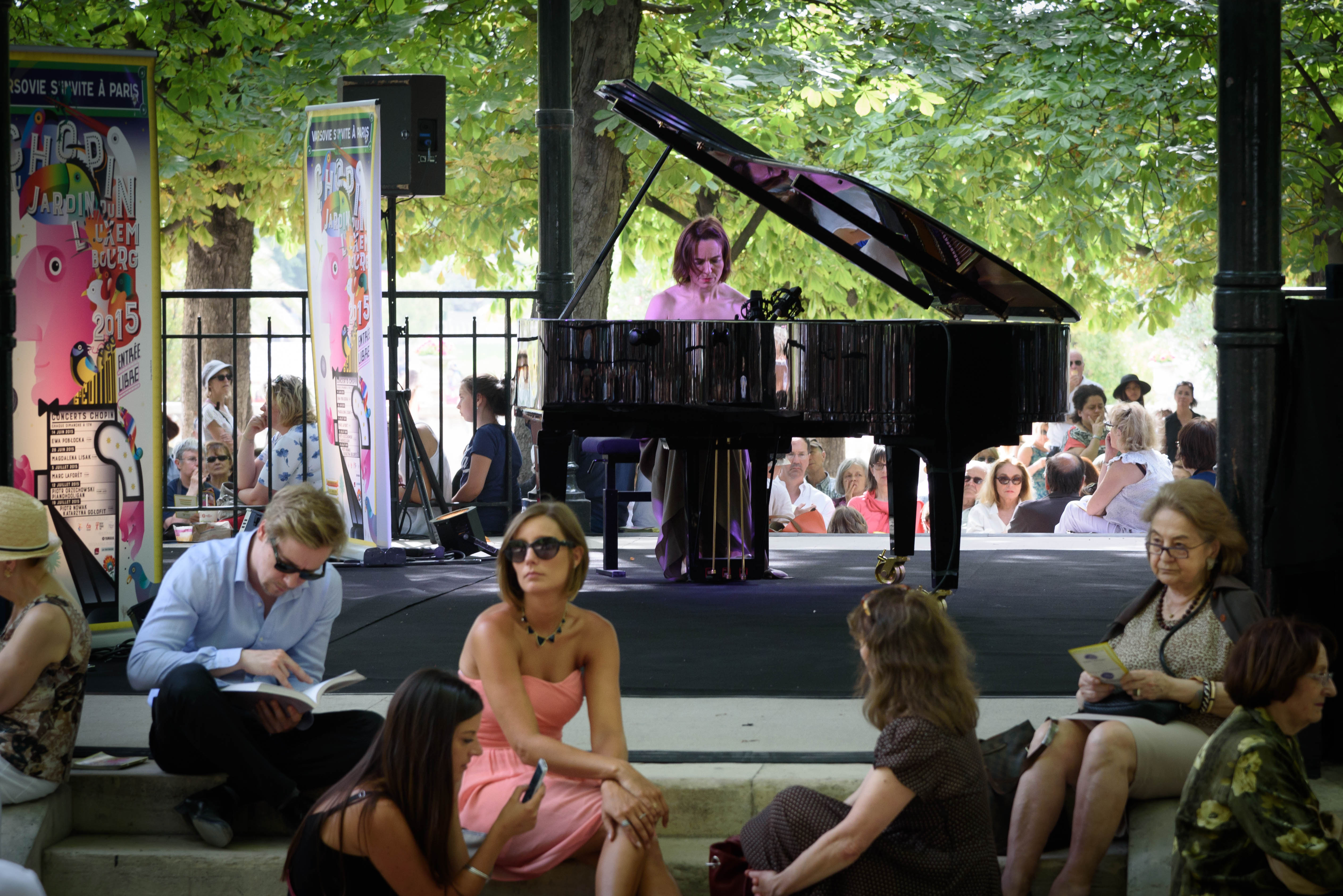
パリのリュクサンブール公園にあるストリートピアノ

ストリートピアノ（英: street piano）とは街中・街角などの公共の場所に設置された誰でもが自由に弾ける状態のピアノの通称。「街角ピアノ」ともいう。音楽を通じて人と人のつながりを生み出すといった趣旨を込めて設置されている。鉄道駅に設置されるものは「駅ピアノ」、空港に設置されるものは「空港ピアノ」とも称される。ストリート（街角）とあるが、建物のロビースペースなど、設置される場所はそれより幅広い。公共の場所に設置されていても、演奏するために許可が必要な物はストリートピアノとは呼ばれない。誰でも演奏は出来るが、設置された区画に公共性が無い場合はストリートピアノとは呼ばれない。

## 発祥

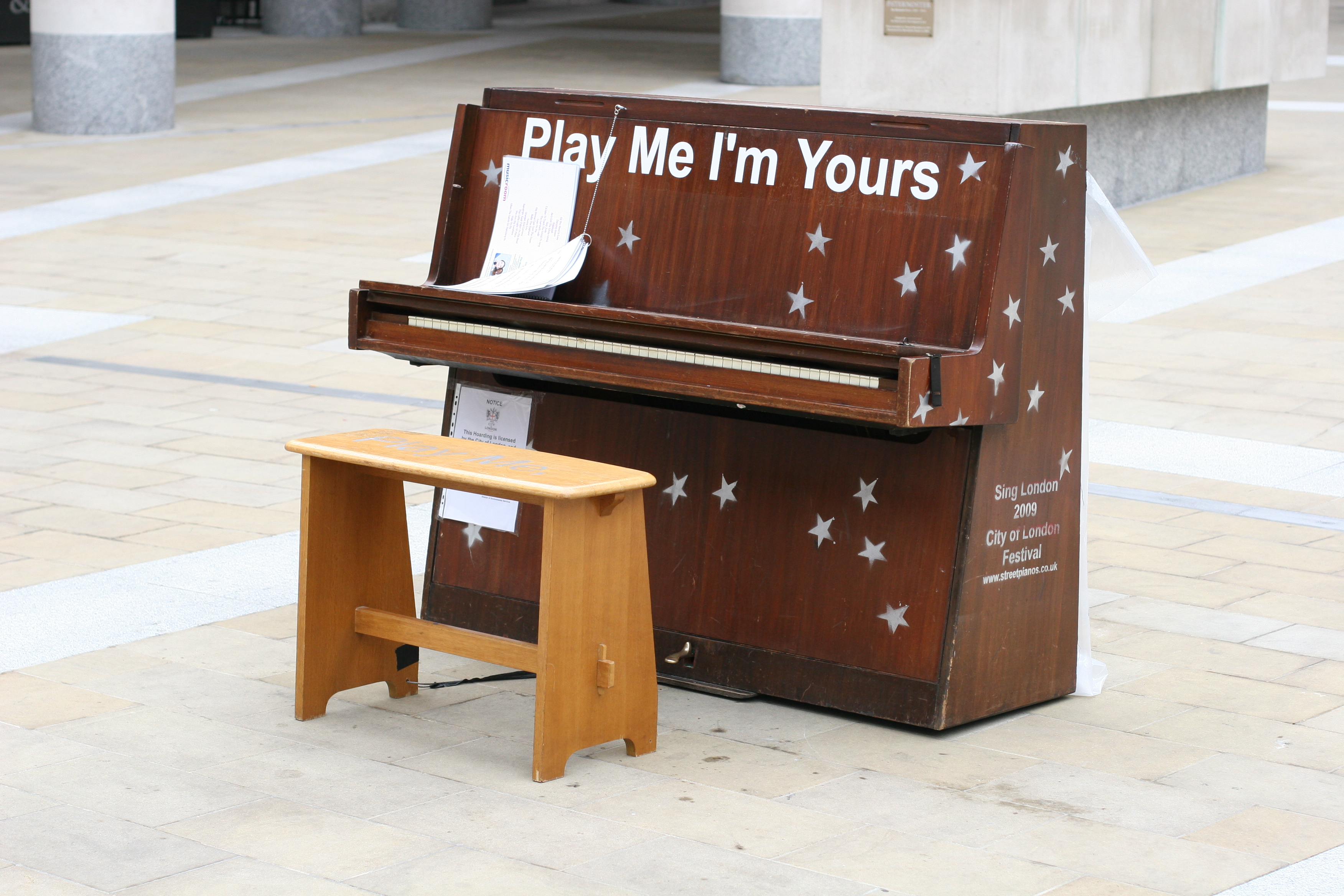
Play Me I'm Yours

「ストリートピアノ」の発祥については諸説あり、2003年（平成15年）にイギリスのシェフィールド（Sheffield）で引っ越し時に新居の階段を運び上げることができず、家の通りのシェフィールドのシャロウ・ベール・ロードの歩道に一時的に野外に放置されていたピアノに由来するという説がある。ピアノ所有者が道行く人々に無料で自由にピアノを弾くように看板を取り付けたところ、多くの人たちに受け入れられ、ピアノは地域社会の交流で評判を呼んだと言う．他にもイギリスのバーミンガムが発祥とする説もある。イギリスのバーミンガムのストリートピアノ説は2007年（平成19年）にイギリスのアーティストのルーク・ジェラム（Luke Jerram）が一番最初の「Play Me, I'm Yours」活動で15台のピアノを公共の場所に設置したのが始まりである。
2008年（平成20年）、イギリスのアーティストのルーク・ジェラム（Luke Jerram）がアートインスタレーションの一環として「Play Me, I'm Yours」という世界中の様々な都市を訪れ、2018年までに世界中の街中にストリートピアノを設置するアート活動を開始した。彼のこの活動は、公共スペースでの特別な取り決めなしに音楽を演奏する事のルールや規制による禁止や所有権に対し疑問を呈し、一般の人々が自由に音楽演奏が出来るようにし、一般市民が都市環境に関与し活性化して所有権を取得する事を目的にしているとい言う。そして演奏のスキルや人気があるなし関係なく道行く一般の誰もが、ピアノを使用出来てピアノを通して人と人、人と街のコミュニケーションとしての繋がりが出来る様にと言う意味が込められていると言う。ルーク・ジェラムのこの活動に賛同する地元のアーティストや組織や個人の人たちのボランティアにより、ニューヨークや東京など世界60以上の都市の公共の場所に2000台近くのカラフルにペイントされた様々なピアノが置かれ大反響を呼んだ。

## 日本以外
- イギリス
  - スコットランド・グラスゴー中央駅[3]
- アメリカ
  - ミネアポリス・セントポール国際空港（アメリカ合衆国）[2]
- オーストラリア
  - ブリスベン空港（オーストラリア）[2]
- オランダ
  - アムステルダム駅（オランダ）[2]
- フランス
  - モンパルナス駅（2012年）を始めとするフランス国鉄主要駅[4]

## 日本

### 歴史
日本におけるストリートピアノの始まりは、2011年（平成23年）3月12日の九州新幹線全線開業を間近に控えた鹿児島市の鹿児島中央駅前の商店街に設置された2台の「ラッキー・ピアノ」である。設置に至った背景としてまちづくり団体「鹿児島まち自慢快発考舎」が毎月1回実施していた物産展において、ストリート・オルガンを置いたところ、予想以上の盛り上がったことと、イギリスにて「Play Me, I'm Yours」というストリートピアノのツアーが行われていることをインターネットで知ったことで、商店街にもストリート・ピアノを常設しようというアイディアが生まれた。ピアノを求める同団体の呼び掛けに引っ越し予定の家庭が応じ、2010年（平成22年）12月26日に行われた寄贈式後に修理やタラデザイン専門学校の生徒によりカラフルな彩色が施され、2011年2月26日に日本も含めたアジアで初めてのストリートピアノ「ラッキーピアノ」2台が、同団体による「Lucky Piano 音泉（）プロジェクト」の一環として「鹿児島中央駅一番街商店街」に設置された。同団体の同プロジェクトによる活動の成果もあり、翌年以降も鹿児島県の各地にストリートピアノが設置されている。東日本大震災被災地の復興支援や活性化の趣旨により東北地方に寄贈されたものもある。
家庭で使われなくなったピアノをはじめ、公共施設や教育施設の統廃合、あるいは更新のため余剰となった古いピアノをボランティア団体や学校法人などが寄贈し、駅や公共施設などの屋内や、アーケードなどの屋外に設置する場合や、民間企業が広報活動の一環として設置する場合がある。あるいは映画のキャンペーンに既設や新設のストリートピアノが活用されることもある。設置にあたっては、ピアノ本来の色のまま或いは若干の装飾のみで設置されるほか、近隣の学生・生徒・児童などによる彩色が施されることもある。設置されているピアノは一般的な物で有るため、定期的な調律やメンテナンスが必要であるが、設置場所の管理者あるいはボランティアの協力により行われている事が多い。
2019年（平成31年）からはNHKにおいて、「駅ピアノ」「空港ピアノ」「街角ピアノ」といった番組名で、世界各地の空港や鉄道駅や街角にあるストリートピアノを定点カメラで収録した映像による番組が放送されている。
2023年8月時点で全国で600ヶ所以上設置されている。2018年以降設置数急増の背景としてハラミちゃんやよみぃなどのストリートピアノを弾いてみたなどの動画を投稿しているYouTuberによる影響で、ストリートピアノの存在が広く認知され、活性化などを目的として全国的に設置数が増えたと思われる。

### 禁止・制限行為
ピアノの有無にかかわらず、一般的にその場所での規則が適用される。チラシ配布、宣伝告知／勧誘、販売、ドネーション（投げ銭）、ライブ配信などの営利行為は原則禁止。新型コロナウイルス感染症の流行前後には飛沫の飛散防止目的で歌唱行為（弾き語り）そのものも禁じているところが多かった。写真および動画の撮影も設置された区画の規則に準ずるが、ピアノ演奏の様子に限り許可されている場合もある。撮影の際は見学者や通行人が映らないように配慮を求められるが、演奏者の関係者があえて通行人映そうとした例も見受けられため設置者が自撮り用スマホスタンドを用意した場所もある。
ピアノの連弾や持ち込み楽器による合奏および合唱もピアノが設置された区画では、禁止または管理者による許可制とされている事が多いので、これらを希望するの場合は事前に確認が必要である。
強く弾いたり同じ曲を繰り返し弾くなどは迷惑行為としているところもある。運用時間を超えての演奏や飲酒しての演奏、合唱しながらの演奏などマナー違反が相次いだ加古川駅のストリートピアノは2022年11月の設置から約半年で撤去された。マナー違反の苦情対応策として、ピアノに音量を抑える器具の設置や、市職員が利用者に直接注意することもあったが、改善されなかった。
さらに、運営者によっては中上級者のみを想定しているなどの制限が設けられている場合がある。2025年3月22日、大阪市住之江区の大型商業施設ATCシーサイドテラス内に設置の南港ストリートピアノ運営者より「こんな掲示はしたくなかった、、というのが正直な気持ちです、、『練習は家でしてください』 こんなこと書かなきゃいけないなんて想定外でした。このままだとこのピアノを撤収せざるを得ない状況です」といった声明文をSNSにて公表し、ネット上では賛否両論分かれる事態となった。GACKTなど著名人も抗議を表明する事態になり、ピアノは撤去された。

### 設置場所
- 北海道
  - 函館市：函館市熱帯植物園（アップライトピアノ）[16]。
  - 北斗市：JR新函館北斗駅・北斗市観光交流センター内ほっとギャラリー（グランドピアノ）。もともとは北斗市農業振興センターに設置されていたが、2018年に「音楽のまち北斗市」をPRする目的で移設。

- 青森県
  - 青森市：青森県観光物産館アスパム（アップライトピアノ） 個人寄贈ピアノにペイントを施した[17][18]
  - 弘前市：中央弘前駅（アップライトピアノ） 音楽家から寄贈のピアノに津軽塗を施した[17]
  - 弘前市：弘前駅 自由通路（グランドピアノ）アートホテル弘前シティより寄贈を受け2011年4月設置[19]
  - 八戸市：八戸まちなか広場マチニワ （アップライトピアノ）2017年3月閉校の田代小学校中学校組合立田代小中学校 [20]
  - 黒石市：黒石駅（CASIOミュージックタペストリー）＊2021年7月1日より9月30日までの期間限定設置
  - 三沢市：スカイプラザミサワ （グランドピアノ） 八戸市のホテルより寄贈を受け、八戸市のアーティストにより南国風にペイントを施し2022年6月設置[21]
  - 三沢市：駅前交流プラザ「みーくる」 （電子ピアノとミュージックタペストリー） [22]
  - 平内町：夜越山森林公園 サボテン園受付前休憩所 （アップライトピアノ） 2019年3月閉校の平内町立東平内中学校より譲受け設置[23]

- 岩手県
  - 滝沢市：いわて銀河鉄道線 巣子駅 （アップライトピアノ） 盛岡大学附属厨川幼稚園より寄贈[24]

- 宮城県
  - 白石市：白石蔵王駅コンコース内（グランドピアノ）[25]

- 福島県
  - 福島市：福島駅 東口地下通路 （アップライトピアノ） 2022年4月設置[26]
  - 本宮市：本宮駅 東西アクセスロード （アップライトピアノ） 2021年12月19日設置[27]
  - 二本松市：安達駅 東西自由通路（アップライトピアノ） [28]

- 栃木県
  - 日光市：道の駅日光 ニコニコホール（C3Eグランドピアノ）[29]
  - 日光市：鬼怒川温泉駅 改札外BENTO CAFE KODAMA店内（アップライトピアノ）
  - 栃木市：栃木駅 改札外（グランドピアノ）[30]
  - 宇都宮市：コスモファウスト 宇都宮川田SS（電子ピアノ）[31]
  - 宇都宮市：ウツノミヤテラス3階（アップライトピアノ） ※2022年12月25日より2023年12月と2024年2月より3月末まで期間限定設置[31][32]
  - 鹿沼市：まちの駅 新･鹿沼宿（アップライトピアノ）土日のみ演奏可[31]
  - 佐野市：佐野市役所 1階ロビー（グランドピアノ）毎月第一曜日午後のみ演奏可[31]
  - 高根沢町：道の駅たかねざわ 元気あっぷむら（アップライトピアノ）[33][31]
  - 塩谷町：道の駅湧水の郷しおや構内（アップライトピアノ、フローラピアノMy ONCERT） 町出身の船村徹が生前に愛用品を町へ寄贈[31]

- 群馬県
  - 桐生市：桐生駅 改札外（アップライトピアノ）[34][35]
  - 館林市：館林駅 改札外 東西連絡通路（アップライトピアノ）[36]
  - 伊勢崎市：伊勢崎駅 （アップライトピアノ、シュベスターピアノ）21世紀銘仙プロジェクトの図柄をラッピングし2022年7月設置 [37]

- 埼玉県
  - 熊谷市：熊谷駅 コンコース（アップライトピアノ） 2022年12月設置[38]
  - 坂戸市 :坂戸駅　坂戸駅ストリートピアノ　令和4年10月1日設置
  - 戸田市：戸田公園駅　戸田公園駅ストリートピアノ　2024年5月設置
  - 緑区 (さいたま市)：浦和美園駅　美園ふれあいピアノ　改札外

- 千葉県
  - 木更津市：木更津駅構内（グランドピアノ） 祇園保育園より移設[39]
  - 木更津市：海ほたる 4Fサウスキャビン （アップライトピアノ） 植草航がデザインペイント[40]

- 東京都
  - 新宿区：東京都庁第一本庁舎45階南展望室（グランドピアノ）[41]
  - 豊島区：東京メトロ有楽町線 要町駅 改札外 （グランドピアノ） 専門学校より寄贈を受け2022年11月設置[42][43]
  - 港区：東京ポートシティ竹芝 オフィスタワー3階・エレベーター乗り場北側 （アップライトピアノ）[44][45]
  - 港区：山手線・京浜東北線　高輪ゲートウェイ駅　構内[46]
  - 渋谷区：渋谷マークシティ ウエスト4Fアベニュー広場 （アップライトピアノ）[47]
  - 国立市：旧国立駅舎 （アップライトピアノ、シンメル製） ロータリークラブが寄贈し2020年12月設置[48]

- 神奈川県
  - 横浜市：マリナード地下街（アップライトピアノ）[49]
  - 横浜市：みなとみらい線馬車道駅（アップライトピアノ）[50]
  - 横浜市：大さん橋国際客船ターミナル（電子ピアノ）[51]
  - 川崎市：ミューザ川崎[52]
    - 1階ガリレア広場（アップライトピアノ）全日演奏可能
    - 2階オフィスロビー（グランドピアノ）平日の朝昼夕は自動演奏

- 富山県
  - 富山市：富山駅 南北自由通路（グランドピアノ）[53]
  - 富山市：富山市芸術文化ホール オーバード・ホール（アップライトピアノ）[53]
  - 富山市：ユウタウン総曲輪 ウエストプラザ（アップライトピアノ）[53]
  - 富山市：富山空港 （グランドピアノ）統合した旧・富山市立八尾中学校より移設し2022年8月設置[54]
  - 射水市：クロスベイ新湊 射水市観光交流センター（アップライトピアノ） [55]
  - 上市町：富山地方鉄道上市駅（アップライトピアノ）[56]

- 石川県
  - 金沢市：片町きらら前広場（グランドピアノ）[57]
  - 金沢市：金沢駅[58]
    - 金沢港口（西口）駅西広場地下道（グランドピアノ）
    - 兼六園口（東口）もてなしドーム地下広場（グランドピアノ）

- 長野県
  - 松本市：松本駅 東西自由通路（グランドピアノ）[59]

- 岐阜県
  - 大垣市：大垣駅 南北自由通路（アップライトピアノ）[60]
  - 大垣市：松栄楽器本店(アップライトピアノ)
  - 多治見市：多治見駅 自由通路（アップライトピアノ）[61]

- 愛知県
  - 扶桑町：名鉄犬山線柏森駅（アップライトピアノ）[62]
  - 常滑市：中部国際空港（グランドピアノ）[63]
  - 豊橋市：豊橋駅 東西自由連絡通路 （アップライトピアノ） 新品を寄付され2020年7月設置[64]
  - 田原市：豊橋鉄道三河田原駅交流広場（アップライトピアノ）[65]

- 滋賀県
  - 草津市：ロマン楽器草津本店（アップライトピアノ）[66]

- 京都府
  - 京都市：京都駅[67]
    - 京都駅ビル7F 東広場 北ピロティ「駅ピアノ」（グランドピアノ）
    - 京都駅ビル2F 西口広場「駅ピアノWEST」（アップライトピアノ）

  - 宮津市：傘松公園 天橋立ケーブルカー 傘松駅 待合所（アップライトピアノ）

- 兵庫県
  - 神戸市[68]：神戸市営地下鉄
    - 西神・山手線 西神中央駅改札内（グランドピアノ）名谷あおぞら幼稚園より移設[69]
    - 西神・山手線 新神戸駅 改札外（アップライトピアノ）
    - 海岸線 三宮・花時計前駅 改札内（アップライトピアノ） 神戸阪急より移設
    - 海岸線 旧居留地・大丸前駅 改札外（グランドピアノ） 兵庫県私学会館より移設
    - 海岸線 みなと元町駅 改札外（アップライトピアノ） すずかぜ幼稚園より移設
    - 海岸線 ハーバーランド駅 改札内（アップライトピアノ） 生田文化会館より移設
    - 海岸線 中央市場前駅 改札内（アップライトピアノ） 神戸文化ホールより移設
    - 海岸線 御崎公園駅 改札外（アップライトピアノ）
    - 海岸線 和田岬駅 改札内（グランドピアノ） 北須磨文化センターより移設
    - 海岸線 苅藻駅 改札外（アップライトピアノ） 御崎幼稚園より移設
    - 海岸線 駒ヶ林駅 改札外（アップライトピアノ） 本山第三小学校より移設
    - 海岸線 新長田駅 改札内（アップライトピアノ） 西区玉津支所より移設
    - 北神線・神戸電鉄有馬線 谷上駅 ホーム上谷上ロッジ内（電子ピアノ）

  - 神戸市：エコール・リラ2階（グランドピアノ）
  - 神戸市：ジ・アンタンテ マーケットシーン（アップライトピアノ）
  - 神戸市：かもめりあ（クリスタルピアノ）ポートピアホテルより移設
  - 神戸市：メイン六甲（電子ピアノ）
  - 神戸市：灘区民ホール（電子ピアノ）
  - 神戸市：神戸サウナ&スパ（アップライトピアノ）
  - 神戸市：三井住友銀行神戸営業部前（グランドピアノ、スタンウェイD-274） 2020年設置
  - 神戸市：神戸空港（アップライトピアノ） 神戸市立清風幼稚園より移設
  - 神戸市：ポートターミナル（アップライトピアノ）
  - 神戸市：デュオこうべ浜の手 デュオドーム（アップライトピアノ） 兵庫区役所の旧庁舎より移設
  - 神戸市：新神戸駅 JR改札外（新幹線口付近）（アップライトピアノ） レバンテ垂水2番館より移設
  - 神戸市：umie1階 東アトリウム（アップライトピアノ）
  - 神戸市：メトロこうべ中央広場（グランドピアノ） 八多幼稚園より移設
  - 神戸市：ベスト鈴蘭台 3階すずらん広場（アップライトピアノ）
  - 神戸市：大橋地下道ウォールギャラリー（アップライトピアノ） 生田文化会館より移設
  - 神戸市：アスタにしづか 3番館2階（アップライトピアノ） 神戸市立木津幼稚園より移設
  - 神戸市：名谷 須磨パティオ 3番館 2階（アップライトピアノ） 名谷あおぞら幼稚園より移設
  - 神戸市：コーナン名谷店（アップライトピアノ） すずらん幼稚園より移設
  - 神戸市：カナート西神戸（イズミヤ西神戸店) 1階フードコート横ステージ（グランドピアノ）
  - 姫路市：JR西日本姫路駅 改札外 中央コンコース（アップライトピアノ） 2020年2月設置し、2021年7月に企業から寄贈品に取り替え[70][71]
  - 姫路市：エコパークあぼし環境楽習センター （アップライトピアノ）2022年4月8日設置 [72]
  - 宝塚市：ソリオ宝塚GFメインプラザ （アップライトピアノ） 平日のみ使用可 [73]
  - 宝塚市：アピア3 （アップライトピアノ）  [73]
  - 宝塚市：文化芸術センター （アップライトピアノ） [73]
  - 宝塚市：宝塚自然の家 （アップライトピアノ） [73]

- 奈良県
  - 大和高田市：市民交流センター・コスモスプラザ一階 ピロティ（アップライトピアノ）[74][75]

- 岡山県
  - 岡山市：岡山駅 地下通路広場（グランドピアノ） 2021年7月設置[76]

- 広島県
  - 広島市：中区紙屋町地下街シャレオ（グランドピアノ） 2020年7月設置[77]
  - 福山市：2022年4月28日-5月22日期間限定 さんすて福山（アップライトピアノ）
  - 福山市：2022年5月7日-23日期間限定 JR福山駅改札内コンコース→2022年7月8日 - 2023年4月 ゆめタウン福山店1階→2023年4月-2024年3月28日 iti SETOUCHI→2024年4月から フジグラン神辺（グランドピアノ）
  - 府中市：府中天満屋2F いこーれふちゅう（アップライトピアノ）

- 山口県
  - 下関市：下関市役所 新館1階エントランスホール （アップライトピアノ） 豊北町旧神田小学校備品[78]
  - 下関市：JR西日本下関駅 東西連絡通路 改札口エスカレーター下（アップライトピアノ）豊北町旧神玉小学校備品[78]
  - 下関市：JR西日本新下関駅 新幹線待合コーナー（グランドピアノ）豊北町旧神玉小学校備品[78]

- 香川県
  - 高松市：高松琴平電気鉄道瓦町駅 コンコース[79]

- 福岡県
  - 福岡市：ソラリアプラザ 1階北側 （アップライトピアノ） 2021年10月20日設置[80]
  - 糸島市：JR九州筑肥線筑前前原駅構内（グランドピアノ）[81]
  - 大牟田市：JR九州九州新幹線新大牟田駅構内（グランドピアノ）[82]

- 佐賀県
  - 鳥栖市：JR九州九州新幹線・長崎本線新鳥栖駅コンコース（アップライトピアノ）[83]
  - 鳥栖市：サンメッセ鳥栖（フッペル社　グランドピアノ）鳥栖駅徒歩5分。映画月光の夏に出てきた実際のピアノ。
  - 鳥栖市：フレスポ鳥栖 エントランスホール（アップライトピアノ）鳥栖駅徒歩5分
  - 小城市：JR九州唐津線小城駅駅舎内（アップライトピアノ）[83][84]
  - 小城市：JR九州長崎本線牛津駅駅舎内（アップライトピアノ）
  - 佐賀市：JR九州長崎本線佐賀駅「えきマチ1丁目佐賀」西館（アップライトピアノ）[83][85]
- 長崎県
  - 対馬市：対馬市交流センター2階（アップライトピアノ）

- 熊本県
  - 玉東町：木葉駅・交流サロンこのは（アップライトピアノ）[86]

- 大分県
  - 別府市：トキハ別府店1階センターモール（アップライトピアノ）[87]

- 宮崎県
  - 宮崎市：みやざきアートセンター前（アップライトピアノ）[88]
  - 都城市：オーバルパティオ（アップライトピアノ）
  - 都城市：BTV都城本社前（アップライトピアノ）

- 鹿児島県
  - 鹿児島市：中央駅一番街（アップライトピアノ）[89]
  - 薩摩川内市：JR九州川内駅新幹線構内（アップライトピアノ）[90]
  - 湧水町：JR九州肥薩線吉松駅（アップライトピアノ）[91]
  - 湧水町：JR九州肥薩線栗野駅（アップライトピアノ）[91]
  - 霧島市：国分パークプラザ（アップライトピアノ） - 2020年6月13日に破壊されて使用中止[92]、修復し同年10月より再設置[93]
  - 霧島市：鹿児島空港国内線ビル3階（アップライトピアノ）[94]
  - 指宿市：いぶすき情報プラザ（アップライトピアノ）[95]
  - 枕崎市：おさかなセンター2階レストラン『ぶえん』内（アップライトピアノ）[96]
  - 志布志市：音の駅1階（島津楽器横）（アップライトピアノ）[97]
  - 鹿屋市：リナシティかのや（アップライトピアノ）[98]
  - 阿久根市：肥薩おれんじ鉄道阿久根駅構内ホール（アップライトピアノ）[99]

- 沖縄県
  - 沖縄市：コザ・ミュージックタウン（アップライトピアノ）[100]